# Grand Basset Griffon Vendéen
Grand Basset Griffon Vendéen hay GBGV (tiếng Anh: Large Vendeen Griffon Basset) là một giống chó bắt nguồn từ Pháp.

## Lịch sử
Vào cuối thế kỷ 19, Grand Basset Griffon Vendéen được lai tạo bởi Comte d'Elva, người đang tìm các giống chó so chân thẳng. Nhưng đó là Paul Dézamy, người chịu trách nhiệm cho giống chó này. Ngày nay, Grand Basset Griffon Vendéen được sử dụng để săn bắn, từ thỏ cho đến lợn rừng. Một nhóm Grand Bassets đã giành được ấn bản thứ năm của Cúp châu Âu..

## Ngoại hình

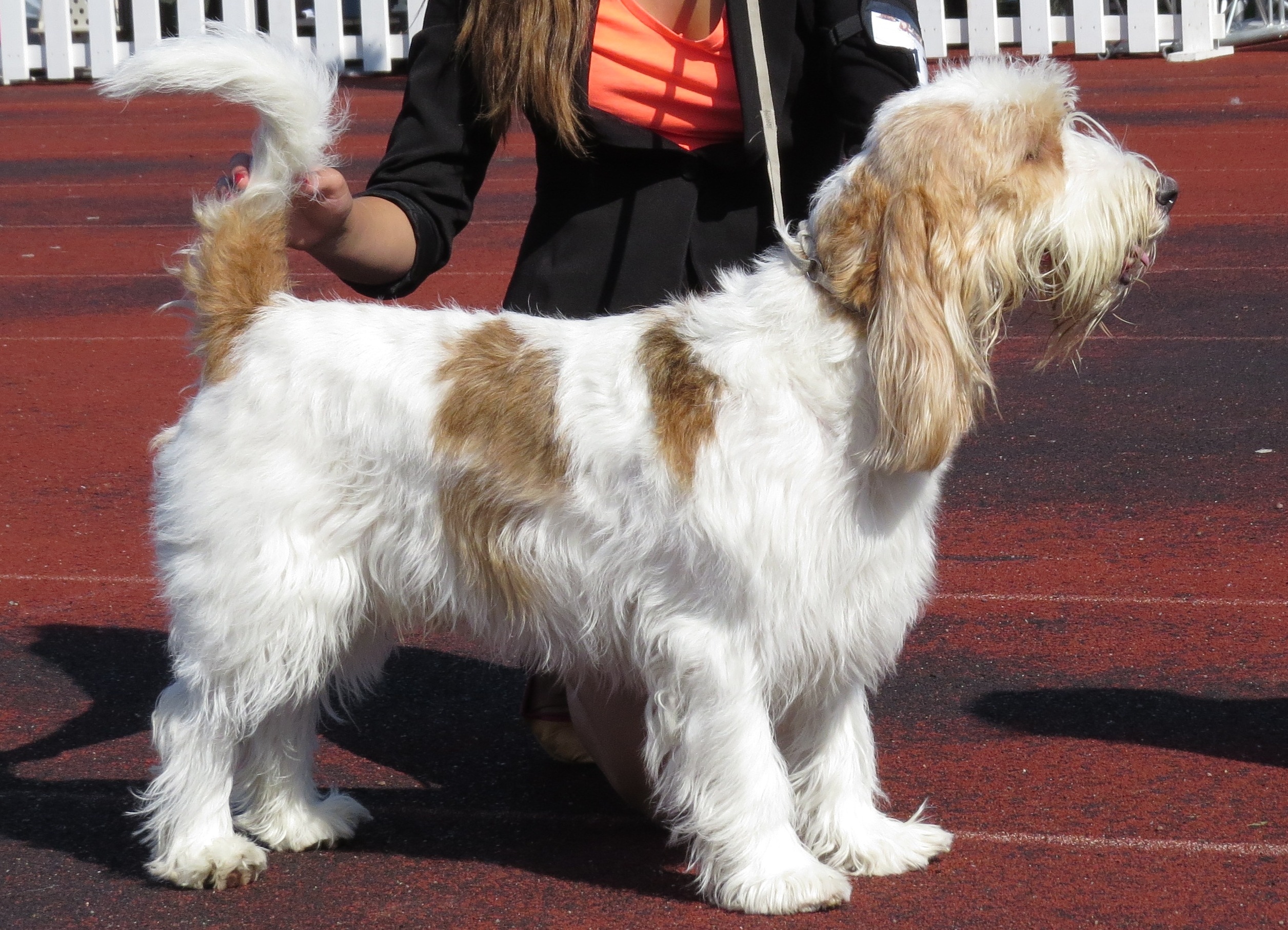
Grand Basset Griffon Vendéen

Grand Basset Griffon Vendéen là một giống chó săn chân ngắn, có nguồn gốc ở Vendée tỉnh của Pháp. Giống này cao khoảng 40–44 cm ở con đực, con cái là 39–43 cm.
Bộ lông của giống chó này có màu trắng kết hợp với màu cam, chanh hoặc các mảng đen.
Chúng vẫn được sử dụng ngày nay để săn lợn rừng, nai, và thỏ, nhưng thường được nuôi như một con vật cưng trong nước.

## Sức khỏe
Câu lạc bộ đăng ký chó thuần chủng (KC (UK)) đã tiến hành một cuộc khảo sát sức khỏe của Basset Griffon Vendéens vào năm 2004. Đây là cuộc khảo sát sức khỏe hoàn chỉnh nhất (tính đến ngày 16 tháng 7 năm 2007) có thể bao gồm Grand Basset Griffon Vendéen, nhưng không rõ tỷ lệ chó trong cuộc khảo sát là Grand Basset Griffon Vendéens thay vì Petit phổ biến hơn.

### Tuổi thọ
Tuổi thọ trung bình từ 76 chó Basset Griffon Vendéens là 12.1 năm (tối đa là 17.3 năm). Nguyên nhân gây tử vong là do ung thư (33%), tuổi già (24%) và bệnh tim (7%).
So với tuổi thọ khảo sát của các giống khác có kích thước tương tự, Basset Griffon Vendéens có cùng tuổi thọ bình thường hoặc cao hơn một chút so với tuổi thọ trung bình.
Trong số 289 chó Basset Griffon Vendéens, các vấn đề sức khỏe phổ biến nhất được ghi nhận là sinh sản, da liễu (viêm da và ve), và thần kinh (viêm tai ngoài, sáp tai quá mức và ve tai).